# Mark Sanford
Marshall Clement "Mark" Sanford Jr. (Fort Lauderdale, Florida, 28 mei 1960) is een Amerikaans politicus. Hij is lid van de Republikeinse Partij. Van 2003 tot 2011 was Sanford de 115e gouverneur van de staat South Carolina. Daarvoor was hij van 1995 tot 2001 lid van het Huis van Afgevaardigden van het 1e congresdistrict van South Carolina.

## Levensloop
Sanford studeerde aan de Furman Universiteit. In 1983 behaalde hij een Bachelor of Arts in de Bedrijfskunde. In 1988 behaalde hij een Master of Arts in dezelfde richting aan de Universiteit van Virginia.
Na het afronden van zijn eerste studie in 1983, was hij werkzaam bij de financiële instelling Coldwell Banker. Van 1984 tot 1985 werkte hij bij het vastgoedbedrijf Istle of Palms. Nadat hij zijn Master had behaald kwam hij te werken voor Chemical Realty Corporation. In 1990 vertrok Sanford daar weer en kwam te werken voor het vastgoedbedrijf Brumley Company. In 1992 startte hij zijn eigen vastgoedbedrijf genaamd Norton en Sanford Real Estate Investment.

### Huis van Afgevaardigden
Sanford stelde zich in 1994 verkiesbaar voor het Huis van Afgevaardigden namens de Republikeinse Partij. Hij won de verkiezingen en werd in januari 1995 benoemd in het Congres. In het Huis van Afgevaardigden werd hij gezien als een van de meer conservatieve leden. Hij was bijvoorbeeld tegen de mogelijkheid dat partners van dezelfde sekse zouden kunnen trouwen en tegen abortus. Hij stemde in 1997 voor de impeachment tegen president Bill Clinton in de affaire rond Monica Lewinsky. In 2000 stelde Sanford zich niet langer verkiesbaar voor het Huis van Afgevaardigden.

### Gouverneur

#### Eerste termijn
Bij de gouverneursverkiezingen in South Carolina in 2002 stelde Sanford zich kandidaat. Hij versloeg de zittende luitenant-gouverneur Bob Peeler in de voorverkiezingen en later de zittende Democratische gouverneur Jim Hodges bij de algemene verkiezingen. André Bauer werd gekozen tot zijn luitenant-gouverneur. Doordat de Republikeinen ook een meerderheid behaalden in de Senaat en het Huis van Afgevaardigden van South Carolina hadden zij voor het eerst sinds de Reconstructie een gehele controle over het overheidsapparaat.
Ondanks de Republikeinse controle over het Congres in South Carolina, had Sanford een moeilijke relatie met hen. Het Huis van Afgevaardigden verwierp 105 van de 106 veto's die Sanford uitsprak over de begroting van 2004. Sanford nam vervolgens levende varkens mee naar het Huis van Afgevaardigden om te refereren aan zogeheten pork barrels. Dit is een denigrerende term die wordt gebruikt wanneer geld naar een bepaalde regio of district wordt geschoven, alleen maar om de afgevaardigde van dat district te plezieren.
Over de gehele begroting van 2006 werd door Sanford zijn veto uitgesproken. Dit gebeurde op 13 juni 2006. Zijn veto werd ook ditmaal verworpen. Als dat niet was gebeurd had er een shutdown plaats moeten vinden. De gouverneur legde uit dat dit de enige manier was om de financiële aanpassing te krijgen die hij wilde.
Later in zijn termijn wilde Sanford ook de manier waarop het onderwijs gefinancierd werd aanpassen. Hij kwam met een plan waarbij ouders 2.500 dollar zouden krijgen wanneer zij hun kind weghalen van een staatsschool en in plaats daarvan naar een onafhankelijke school zouden sturen. Op deze manier hoopte Sanford dat het tot meer concurrentie tussen scholen zou leiden.
Ook vond Sanford dat de bevoegdheden van de gouverneur van South Carolina moesten worden uitgebreid. Hij had minder bevoegdheden dan gouverneurs in andere staten en moest vaker het Congres om instemming vragen.

#### Tweede termijn
In 2006 stelde Sanford zich opnieuw verkiesbaar als gouverneur. Hij won de Republikeinse voorverkiezingen van Oscar Lovelace en wist bij de algemene verkiezingen staatssenator Tommy Moore te verslaan. Op de verkiezingsdag mocht de gouverneur zelf aanvankelijk niet stemmen omdat hij zijn stemkaart niet bij zich had.
In tegenstelling tot zijn partij nam Sanford, zelf lid van de Episcopale kerk, afstand van een wetsvoorstel waarbij autobezitters voortaan hun geloof mochten belijden op hun nummerplaat. Dit initiatief was ontstaan vanuit evangelische groepen en werd aangenomen tot wet. Later zou een federale rechter het verbieden en het ongrondwettelijk noemen.
Nadat de American Recovery and Reinvestment Act of 2009 van president Barack Obama aangenomen was door het Amerikaanse Congres, liet Sanford weten dat hij misschien niet alle fondsen zou accepteren die voor South Carolina bestemd waren. Hij was namelijk tegenstander van een (te) grote overheid en was daarom tegen de wet. Voor zijn stellingname werd hij fel bekritiseerd door veel Democraten en gematigde Republikeinen. Deze wezen op het werkloosheidspercentage van de staat, dat opgelopen was tot 9.5 procent. Op 11 maart 2009 weigerde Sanford het geld ook officieel. Uiteindelijk sloot hij een compromis waarbij het geld geaccepteerd werd, maar het Congres van South Carolina evenveel geld beschikbaar zou stellen om de staatsschuld van de staat af te lossen.

##### Vermissing en ontrouw
Sanford werd van 18 juni tot 24 juni 2009 vermist. Ook zijn familie wist niet waar hij was. Aan zijn staf had hij aangeven te gaan wandelen langs het Appalachian Trail, maar hij was telefonisch niet bereikbaar. Vice-gouverneur André Bauer liet weten het "niet licht te nemen dat zijn staf al meer dan vier dagen geen contact met hem had, en dat niemand, inclusief de eigen familie, iets wist van zijn verblijfplaats".
Een paar uur nadat een verslaggever Sanford tegen het lijf was gelopen op een vliegveld toen deze terugkwam van een vlucht uit Argentinië hield de gouverneur een persconferentie. Hij biechtte op ontrouw te zijn geweest aan een andere vrouw. Sanford gaf aan dat dit in het verleden vaker was gebeurd. Twee dagen later werd de vrouw geïdentificeerd als María Belén Chapur. Zij was een 43-jarige gescheiden moeder met een graad in internationale betrekking. Zij had Sanford in 2001 leren kennen tijdens een bezoek aan Uruguay en had sinds 2008 een intieme relatie met hem.
Jenny Sanfords, zijn vrouw, had vijf maanden eerder ontdekt dat haar man ontrouw was en de twee waren in relatietherapie gegaan. Twee weken voor zijn verdwijnen had zij voorgesteld tijdelijk uit elkaar te gaan. Zij vertelde het blad Vogue dat haar man een midlifecrisis doormaakte. Op 11 december 2009 diende Jenny Sanford het verzoek in voor een scheiding en dit werd op 26 februari 2010 goedgekeurd. Zij schreef over de affaire een boek.
Sanford trok zich terug als voorzitter van de Republican Governors Association. Hij werd opgevolgd door Haley Barbour, destijds gouverneur van Mississippi. Hij gaf aan niet terug te zullen treden als gouverneur. De discussie ging al snel over de vraag of Sanford geen publieke gelden had gebruikt. Hij gaf aan dat dit niet het geval was, maar een reporter ontdekte dat Sanford een jaar eerder op kosten van de staat naar Argentinië was gevlogen. Sanford beloofde deze kosten terug te betalen. Bij het onderzoek kwam ook naar voren dat Sanford gebruik had gemaakt van het vliegtuig op staatskosten om naar een plek te gaan om een knipbeurt te krijgen.
Er werd door het Huis van Afgevaardigden van South Carolina een afzettingsprocedure gestart, maar die werd uiteindelijk niet doorgezet, omdat zijn overtredingen niet zwaar genoeg waren "om een verkiezingsresultaat te verwerpen". Wel werd er een motie van treurnis aangenomen over zijn handelen.
Sanford diende zijn termijn uit en werd op 12 januari 2011 opgevolgd door de Republikeinse Nikki Haley.
- Gemeinsame Normdatei: 1183210787
- International Standard Name Identifier: 0000 0000 3382 4939
- Library of Congress Control Number: n2003114305
- Biographical Directory of the United States Congress: S000051
- Virtual International Authority File: 53532807
- WorldCat: E39PBJgXdrJfFFvg49jBr3jwG3